# Учителска борба
„Учителска борба“ е вестник за защита на учителските интереси. Излиза в София и в Горна Оряховица от 1907 до 1909 година. От брой 17 от 1905 година до брой 16 от 1907 година заглавието е „Учителска искра“. Редактори са Михаил Герасков, Павел Делирадев, Петко Ралев, Христо Стоянов. Издатели са Христо Цанев и Георги Бакалов.